# 永吉公園站
永吉公園站位於台灣新北市鶯歌區，為新北捷運 三鶯線（興建中）的捷運車站。

## 車站概要
位於新北市鶯歌區，鶯桃路296巷口附近，車站編號為LB11。站名取自鄰近永吉公園，主要服務於永吉里、鳳祥里以及鳳鳴里的居民。

## 車站構造
預定為高架車站，側式月台。

### 車站樓層
| 地上 三樓 | 側式月台，右側開門 | 側式月台，右側開門                                        |
| 地上 三樓 | 一月台             | ← 三鶯線 往頂埔方向（LB10 國華站）                        |
| 地上 三樓 | 二月台             | 三鶯線 往鶯桃福德方向（LB12 鶯桃福德站）→                 |
| 地上 三樓 | 側式月台，右側開門 |                                                           |
| 地上 二樓 | 穿堂層 大廳        | 車站大廳、詢問處、自動售票機、驗票閘門 洗手間（付費區內） |
| 地面      | 大廳               | 出入口、便利商店                                          |

### 車站出口
出口1位於鶯桃路一側，出口2位於鶯歌永吉公園一側
| 出入口                      | 圖片 | 位置         |
| --------------------------- | ---- | ------------ |
| 出入口1                     |      | 鶯桃路       |
| 出入口2                     |      | 鶯歌永吉公園 |
| 註： 設有電梯 \| 設有手扶梯 |      |              |

### 聯開共構大樓
大樓由冠亘建設、永岳建設、永棋營造及金梅堂國際共同投資開發，規劃地上14層、地下3層的共構建築物，總樓地板面積約4900坪，1至3樓為商業空間，4樓以上為住宅，2024年10月21日舉行簽約儀式，預計2026年開工、2029年完工。

## 歷史

### 預定時程
- 2025年：三鶯線正式通車。

## 公車資訊
站牌名為《永吉公園》
| 編號      | 經營業者 | 區間                     | 備註                                        |
| --------- | -------- | ------------------------ | ------------------------------------------- |
| 981       | 臺北客運 | 鳳鳴國中－北大社區       | 新北市區公車                                |
| F656      | 日華通運 | 鳳吉理想社區－鶯歌車站   | 屬於新北市鶯歌區區民免費公車。              |
| 265       | 桃園客運 | 桃園－鶯歌車站           | 站名本為大益，取自鶯桃路296巷內的一間工廠名 |
| 303(試辦) | 桃園客運 | 鶯歌車站－八德－大溪總站 |                                             |

## 車站周邊
- 鶯歌永吉公園
- 新北市鶯歌區永吉國民小學
- 米苔目小吃店
- 鶯桃路
- 德昌二街

## 外部連結
台北捷運三鶯線路線說明
1. ↑  . 自由時報. 2024-10-21  [2025-03-09].